# تمرد دروز حوران
ثورة الدروز في حوران هي ثورة عنيفة للدروز ضد السلطة العثمانية في سورية العثمانية، اندلعت في عام 1909. قادت عائلة الأطرش التمرد بهدف الحصول على الاستقلال، لكنهت انتهى بقمع وحشي للدروز، وتهجير لعدد كبير من سكان منطقة حوران وإعدام زعماء الدروز.

## الخلفية
حوران هي هضبة بركانية تقع في جنوب غرب سوريا وتمتد إلى الركن الشمالي الغربي من الأردن الحديث. تشمل المنطقة مرتفعات الجولان من الغرب ويحدها وادي صدع الأردن، وتشمل أيضًا منطقة جبل الدروز في الشرق وتحدها المزيد من السهول القاحلة والتضاريس الصحراوية.
ومع مجيء الأتراك العثمانيين وفتح الشام على يد السلطان سليم الأول في العام 1516 جرى الاعتراف بالمعنيون الدروز من قبل الحكام الجدد بوصفهم أمراء إقطاعيين في جبل لبنان الجنوبي. انتشرت القرى الدرزية وازدهرت في تلك المنطقة تحت قيادة المعنيون إلى حد أنها اكتسبت المصطلح العام لجبل بيت معان (جبل آل معان) أو جبل الدروز. ومنذ ذلك الحين اغتصب لقب الأخيرة من قبل منطقة حوران التي اثبتت منذ منتصف القرن التاسع عشر أنها ملاذ المهاجرين الدروز من جبل لبنان حيث أصبحت مقر السلطة الدرزية. كانت عائلة درزية من آل الأطرش قد حكمت اسميًا منطقة السويداء منذ العام 1879. وفي أعقاب ثورة تركيا الفتاة في العام 1908، انتشرت الضرائب والانتخابات والتجنيد إلى المناطق التي تشهد بالفعل تغيرا اقتصاديًا بسبب بناء خطوط السكك الحديدية الجديدة مما سبب ثورات كبيرة لا سيما بين دروز حوران.

## التمرد

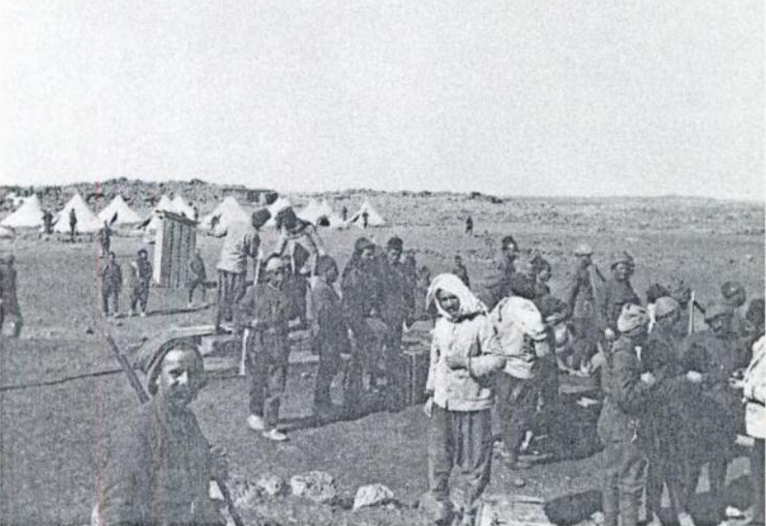
استخدمت قوات سامي باشا الفاروقي في تمرد الدروز بالقرب من محطة درعا للسكك الحديدية.

اندلع التمرد في حوران في مايو من العام 1909 عندما تصاعد الخلاف التجاري بين زعيم الدروز يحيى بك الأطرش في قرية بصر الحرير إلى اشتباك بالأسلحة بين الدروز والقرويين المحليين المدعومين من العثمانيين. فشلت محاولات الهدنة لمدة عام في تحقيق أي استقرار في المنطقة ودفعت العثمانيين للتدخل.
وصل سامي باشا الفاروقي إلى دمشق في أغسطس من العام 1910 حيث قاد قوة عثمانية من حوالي 35 كتيبة وبدأ التقدم في مواقع الدروز في 18 أو 19 سبتمبر. وقعت المعركة الأولى في 1 أو 2 أكتوبر، حيث اضطر الدروز إلى التراجع. خاضت القوات العثمانية معركة ثانية في 12 أكتوبر حيث انتصرت. وبحلول 8 نوفمبر، تفكك التمرد.
قاد سامي باشا الفاروقي بعدما وصل إلى دمشق في أغسطس من عام 1910 قوة استكشافية عثمانية تضم حوالي 35 كتيبة. ومع أن الدروز اعترفوا بقلة عددهم ضد هذه القوة، إلا أن عدة اشتباكات تبعت ذلك. قاد ذوقان الأطرش معركة شرسة ضد العثمانيين بالقرب من الكفر، حيث واجه قوات سامي باشا الفاروقي. وبعد اشتباك القوات العثمانية في قريتين انهارت المقاومة الدرزية.
استخدم سامي باشا القوة العسكرية والخداع ونجح في استرجاع كامل جبل العرب. انتهى التمرد بخسائر فادحة بين السكان الدروز في حوران، حيث وصل عددهم إلى 10% من السكان فيما بلغ عدد القتلى 2000 شخص مع عدد مماثل من الجرحى ومئات السجناء الذين تم احتجازهم في دمشق وعكا. أدى ذلك إلى انخفاض كبير في عدد السكان داخل المنطقة. تم القبض على ذوقان، زعيم الثورة، حيث أُعدم في وقت لاحق في العام 1911 (بعض المصادر وضعت إعدامه في عام 1910).

## ما بعد التمرد
بعد انهيار تمرد الدروز، شن الفاروقي حملة لنزع سلاحهم حيث جمع حوالي 10,000 بندقية. أجرى الفاروقي أيضًا إحصاءً لمنطقة حوران، حيث طلب 200,000 بطاقة من إسطنبول لهذا الغرض. كما جُمعت الضرائب وقد جرى تحصيل المتأخرات في الماشية عند عدم توفر الضرائب. وعلاوةً على ذلك، تم تجنيد ألف درزي في الجيش العثماني وتوزيعهم في جميع أنحاء الدولة. أصبحت حملة الدروز لعام 1910 نقطة انطلاق لإلغاء «سياسة الاستثناءات» في سوريا العثمانية، ثم نفذت تدابير مماثلة في جبل عجلون، وكذلك أثناء ثورة الكرك في شرق الأردن.
خلال الحرب العالمية الأولى، غادر العثمانيون من جبل الدروز في سلام خشيةً من التمرد. تمكن سلطان الأطرش، ابن ذوقان الأطرش، من التواصل مع الحركات العربية وخاصة مع التمرد العربي في الحجاز حيث انضم له 1000 رجل بعدما وصلت القوات العربية إلى العقبة ثم انضم إليهم 300 رجل آخرين عندما وصلوا إلى بصرى. كانت قوات سلطان الأطرش أول من دخل دمشق وقد رفعت العلم العربي في مبنى الحكومة في 29 سبتمبر 1918. كان سلطان الأطرش على علاقة جيدة مع الأمير فيصل الأول الهاشمي قائد القوات العربية في التمرد. حصل سلطان على لقب أمير ورتبة جنرال في الجيش السوري، أي ما يعادل لقب باشا.
في علام 1920، دعمت عائلة الأطرش المملكة العربية السورية قصيرة العمر، والتي احتلتها فرنسا بعد معركة ميسلون في 24 يوليو 1920. كان سلطان الأطرش يجمع رجاله لمحاربة الفرنسيين، ولكن جهوده فشلت بسبب تعاقب الأحداث بشكل سريع، حيث دخلت القوات الفرنسية دمشق وقُسِّمت البلاد ألى خمس دويلات منها دولة السويداء فيما بعد دولة جبل الدروز) كان سلطان الأطرش لاحقًا قائد المتمردين في الحرب الدرزية ضد الانتداب الفرنسي بين عامي 1925 و1927 للحصول على الحكم الدرزي فيها ودافع عن فرنسا بقمع الثورات العربية ضدها، حيث هرب إلى الأردن بعد استقلال سوريا من فرنسا لأنه عارض حكم المسلمين لبلدهم سوريا، وبقي في اجتماعات مع الفرنسيين في الأردن، وظل شخصية بارزة في السياسة السورية، رغم الهزيمة المطلقة في الحرب.